# Lajas (Cuba)
Lajas è un comune di Cuba, situato nella provincia di Cienfuegos.